# Oskava
Oskava (deutsch Oskau) ist eine Gemeinde in Tschechien. Sie liegt 14 Kilometer nördlich von Uničov und gehört zum Okres Šumperk.

## Geographie
Oskava befindet sich Südosten des Rabenseifener Berglandes (Hraběšická vrchovina) im Tal des Flüsschens Oskava. Östlich erheben sich der Hnízdový vrch (Nestberg, 605 m) und der Mirotínský vrch (632 m), westlich liegt der Brdo (497 m), im Nordwesten der Volyň (Toter Mann, 875 m) und der Jestřáb (Habichtsberg, 845 m) sowie im Norden der Rabštejn (Rabenstein, 803 m).

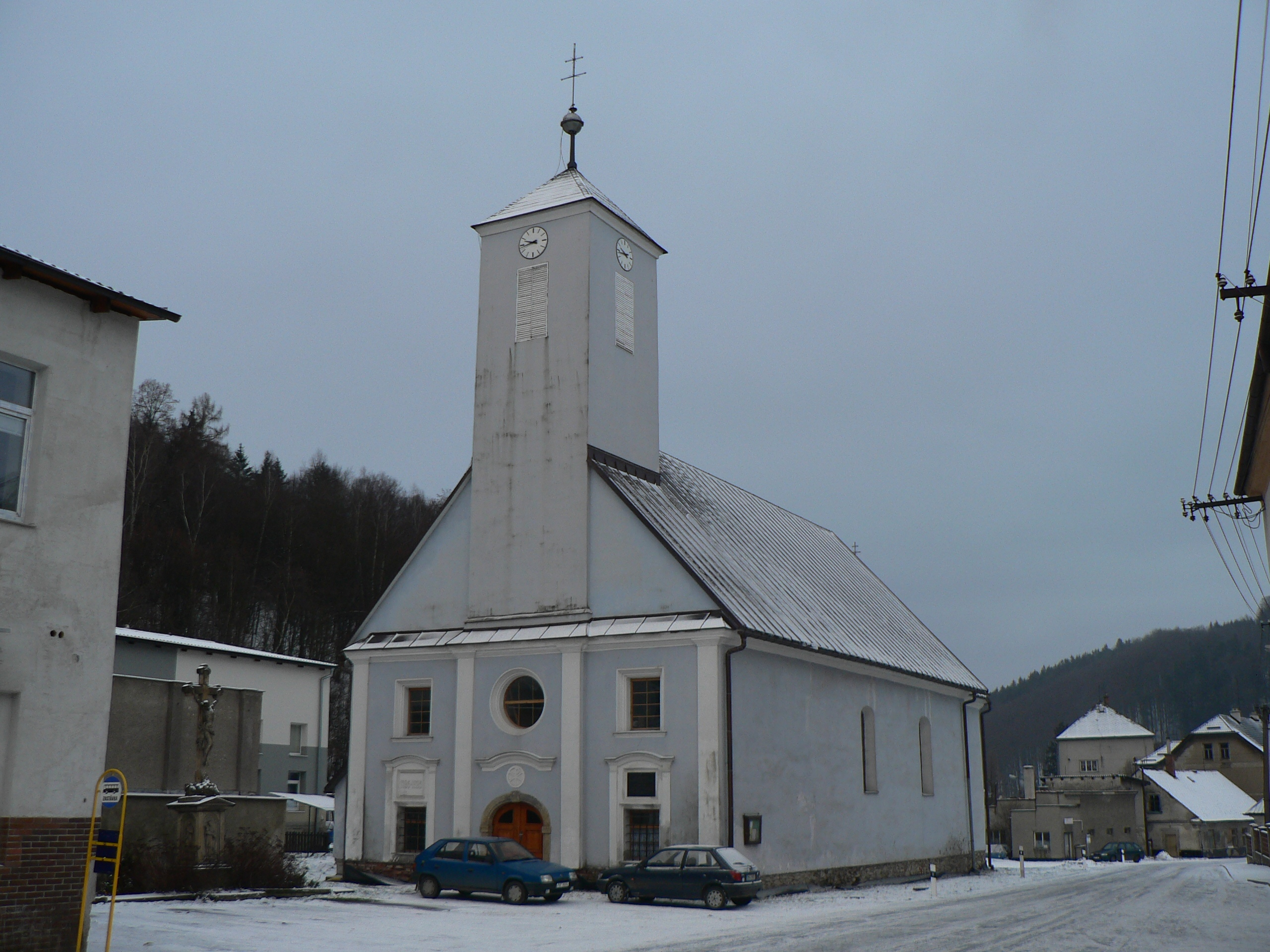
Kirche St. Florian

Nachbarorte sind Třemešek und Bedřichov im Norden, Dobřečov und Horní Město im Nordosten, Tvrdkov im Osten, Mirotínek im Südosten, Nemrlov und Mostkov im Süden, Libina im Südwesten, Václavov im Westen sowie Mladoňov im Nordwesten.

## Geschichte
Das 1344 als Hütten erstmals urkundlich erwähnte Dorf entstand als Ansiedlung von Berg- und Hüttenleuten. In der Umgebung von Hraběšice wurde Eisenerz abgebaut. Die Besiedlung des Tales erfolgte im 13. Jahrhundert, es wird aber angenommen, dass bereits zu keltischer und großmährischer Zeit hier nach Gold geseift und Eisen verhüttet wurde.
Im Dreißigjährigen Krieg verödete das Tal und im Hufenregister von 1677 sind für Hütten 25 Anwesen ausgewiesen. 1724 stellte die Eisenhütte den Betrieb ein. Anstelle des Hammerwerke wurde ein Sägewerk und eine Wassermühle errichtet, später kam noch eine Bleiche hinzu. Nach dem Ende des Montanwesens lebten die Bewohner von der Spinnerei und Hausweberei. In dieser Zeit änderte sich auch der Name des Dorfes von Hütten / Hutě in Oskau / Oskava. 1788 wurde in dem Ort eine Lokalie eingerichtet.
Nach der Aufhebung der Patrimonialherrschaften bildete Oskau ab 1850 eine Gemeinde im Bezirk Litovel und ab 1908 gehörte sie zum Bezirk Šternberk. Im 19. Jahrhundert waren weitere Bleichereien und eine Leinenweberei in dem Dorf gegründet worden. 1930 lebten in Oskau 921 Menschen.
Nach dem Münchner Abkommen wurde die Gemeinde 1938 dem Deutschen Reich angeschlossen und gehörte bis 1945 zum Landkreis Sternberg. 1939 hatte Oskau 837 Einwohner. Nach dem Zweiten Weltkrieg erfolgten die Vertreibung der deutschen Bewohner. Die Textilbetriebe und Bleichen wurden verstaatlicht und an das Staatsunternehmen Moravolen angeschlossen. Diese meisten von ihnen wurden später stillgelegt.
1948 wurde Nemrlov an Oskava angeschlossen. Mit Beginn des Jahres 1961 wurden Bedřichov, Mladoňov, Mostkov, Václavov und Třemešek eingemeindet. Zugleich wurde Oskava dem Okres Šumperk zugeordnet.
Zum 1. März 2003 erfolgte die Umgemeindung von Mladoňov zu Nový Malín.

## Gemeindegliederung
Für die Gemeinde Oskava besteht aus den Ortsteilen Bedřichov (Friedrichsdorf), Oskava (Oskau), Mostkov (Moskelle) und Třemešek (Tschimischel) sowie den Ansiedlungen Nemrlov (Waldheim, früher Elend), Rabštejn (Rabenstein), Rabštejnská, Václavov (Wenzelsdorf) und Véska (Dörfel).

## Sehenswürdigkeiten
- Burgruine Rabštejn (Rabenstein), nördlich des Dorfes auf dem Berg Rabštejn (803 m). Die seit 1318 urkundlich nachweisbare Burg wurde im 18. Jahrhundert als Baumaterial abgetragen
- Kirche St. Florian, erbaut 1803 und 1843 zur Pfarrkirche erhoben
- Kapelle in Mostkov

## Söhne und Töchter der Gemeinde
- Josef Jahn (* 1940), Radsportler und nationaler Meister im Radsport, geboren in Friedrichsdorf